# گوردون فری هال
 گوردون فری هال (انگلیسی: Gordon Ferrie Hull؛ زاده ۱۸۷۰ درگذشته ۱۹۵۶) یک فیزیک‌دان اهل ایالات متحده آمریکا بود. 